# Granatieri di Sardegna
I "Granatieri di Sardegna" è un corpo militare dell'Esercito italiano, inquadrato nella Brigata meccanizzata "Granatieri di Sardegna" una grande unità di stanza a Roma.
Alle Bandiere dei reggimenti della specialità sono state conferite complessivamente 3 croci di Cavaliere dell'Ordine militare d'Italia e 13 Medaglie al valor militare (4 d'oro, 7 d'argento e 2 di bronzo).
Fino al 2004, anno in cui venne sospesa la leva militare, l'altezza minima per accedere al corpo dei Granatieri di Sardegna era 190 cm, requisito che è stato ridotto a 180 cm (185 cm per gli Ufficiali) per necessità strettamente connesse all'ergonomia nell'uso dei mezzi militari da combattimento.

## Storia
(Filippo del Carretto, Comandante del 3° battaglione Granatieri)
(Gabriele D'Annunzio)
I granatieri derivano dall'antico Reggimento delle guardie reali del Ducato di Savoia creato nel 1659 dal duca Carlo Emanuele II di Savoia che proseguendo e affermando le riforme militari iniziate da Emanuele Filiberto, volle la costituzione di un esercito permanente di pace, come nucleo dell'esercito di guerra. Il primo reggimento di tale esercito fu il reggimento di "Guardia" o delle "Guardie", costituito il 18 aprile 1659, al quale risalgono le origini dei granatieri italiani. Il reggimento ebbe uniforme rossa, sulla quale vennero in seguito applicati gli alamari bianchi, distintivi attuali dei granatieri. Nel 1664 il reggimento di guardia fu dichiarato il primo e il più anziano della fanteria d'ordinanza ed ebbe speciali privilegi, che conservò sino al 1852, tra cui quello di montare la guardia al palazzo del principe.
L'appellativo "granatieri" deriva dal fatto che, nel 1685, in relazione all'invenzione di piccole granate a mano atte al lancio individuale a breve distanza e a imitazione dell'esercito francese, il Duca Vittorio Amedeo II di Savoia istituì la specialità dei soldati "granatieri", addestrati e destinati a lanciare tali granate, precedendo le colonne d'attacco, assegnando ad ogni compagnia del reggimento sei soldati incaricati di lanciare allo scoperto le granate.
Nel 1685 venne assegnata una compagnia per reggimento e nel 1696 una compagnia per ogni battaglione di fanteria d'ordinanza. Per ottenere che le granate venissero lanciate alla maggiore distanza possibile, furono scelti come granatieri uomini più forti e più alti della media, requisito mantenuto per tradizione, anche quando cadde l'uso del lancio delle granate a mano. Durante le campagne del 1796 del Piemonte contro la Repubblica Francese, furono formati battaglioni granatieri, riunendo le compagnie dei vecchi reggimenti, e vari reggimenti (cinque nel 1796), riunendo i battaglioni a due a due. All'atto della ricostituzione delle forze militari piemontesi, che tra il 1798 e il 1814 erano state variamente sciolte e incorporate in quelle francesi, il re Vittorio Emanuele I ricostituì, tra l'estate 1813 e l'inizio del 1815, il Reggimento delle "Guardie", assumendone il comando.
Dopo la campagna del 1815 contro la Francia il reggimento divenne "Brigata Guardie", in quanto destinato a formare una brigata di due reggimenti nell'eventualità di guerra. Nel gennaio 1816 la brigata guardie assorbì tutti i granatieri dell'esercito sardo; il sovrano estese a tutti i suoi componenti il titolo onorifico di "granatieri" e la brigata assunse la denominazione di "brigata Granatieri Guardie". Nel gennaio 1831, a seguito del riordino dell'Arma di fanteria definito poi dall'ordinamento del 25 ottobre 1831, le brigate di fanteria furono costituite permanentemente su due reggimenti, la brigata "Granatieri Guardie" non venne sdoppiata e all'unico reggimento di cui era costituita denominato "Reggimento granatieri", venne aggregato il reggimento "Cacciatori Guardie"; i due reggimenti costituirono la Brigata "Guardie". Il reggimento "Cacciatori Guardie" era stato costituito il 13 luglio 1744 dal patrizio sardo don Bernardino Antonio Genovese, duca di San Pietro, e incorporato nell'esercito piemontese col nome di "Reggimento di Sardegna", che durante il periodo napoleonico era rimasto l'unico a disposizione di casa Savoia, perché è stato l'unico a sfuggire allo scioglimento, grazie alla sua dislocazione in Sardegna.

### Risorgimento

Bandiera del 1º battaglione del Reggimento Granatieri della Brigata Guardie dal 1838 al 1848. Nelle prime fasi della prima guerra d'indipendenza italiana l'esercito piemontese utilizzava ancora le vecchie bandiere in luogo dell'appena adottato tricolore.

I granatieri presero parte alle campagne risorgimentali. Nel corso della Prima guerra di indipendenza, per la campagna del 1848 la brigata fu costituita su due reggimenti nei quali furono ripartite le compagnie del Reggimento Cacciatori e dopo tale campagna il 14 ottobre 1848 con la costituzione della "Brigata Guardie" su tre Reggimenti, agli esistenti Reggimento Cacciatori e al Reggimento Granatieri (1°) venne aggiunto un secondo Reggimento Granatieri, cui si aggiunse nel marzo 1850 un terzo Reggimento Granatieri che prese il nome di 3º Reggimento "Granatieri Guardie", formato da due Battaglioni di riserva, che ebbe vita breve essendo stato soppresso due mesi dopo a seguito dello scioglimento dei Battaglioni di riserva.
Con decreto 20 aprile 1850, la Brigata Guardie tornò ad essere articolata su due Reggimenti Granatieri prendendo il nome di Brigata Granatieri la Brigata prese il nome di Brigata Granatieri, composta dal 1º e 2º Reggimento Granatieri, conservando la precedenza sulle altre Brigate di fanteria, con il Reggimento "Cacciatori Guardie" che venne staccato diventando autonomo con il nome di "Cacciatori di Sardegna", che però venne sciolto definitivamente nel 1852 cedendo le sue dieci compagnie, cinque e cinque, nei due Reggimenti Granatieri che, da allora e per perpetuare il ricordo del disciolto Reggimento, presero il nome Reggimenti "Granatieri di Sardegna" e analogamente la Brigata Granatieri prese il nome di Brigata "Granatieri di Sardegna".
i Granatieri presero parte alla Seconda guerra di indipendenza e il 29 agosto 1859, avvenuta l'annessione della Lombardia, fu decretata la formazione della brigata "Granatieri di Lombardia" (reggimenti 3° e 4°). Dopo l'annessione delle provincie meridionali fu formata, il 24 gennaio 1861, la Brigata "Granatieri di Napoli" (reggimenti 5° e 6°). Con l'ordinamento 29 giugno 1862 fu costituita la brigata "Granatieri di Toscana" (reggimenti 7° e 8°). Nel 1866 furono creati, per poco tempo, i reggimenti 9º e 10º granatieri. Le brigate  "Granatieri di Lombardia", "Granatieri di Napoli" e "Granatieri di Toscana" sono poi divenute rispettivamente le Brigate "Lombardia" (73º e 74º reggimento), "Napoli" (75º e 76º reggimento) e "Toscana" (77° e 78°). Successivamente in tempi più recenti venne costituita la Brigata "Granatieri di Savoia" costituita da 11º e 12º Reggimento Granatieri. Nel 1866 i granatieri presero parte alla Terza guerra di indipendenza. Nel 1871 tutte le brigate di granatieri furono trasformate in brigate di fanteria di linea, a eccezione della brigata "Granatieri di Sardegna", la quale seguì, da quel momento, l'evoluzione organica delle unità di fanteria di linea. Sciolta il 25 ottobre 1871, unitamente alle altre brigate permanenti, la brigata venne ricostituita il 2 gennaio 1881 riunendo ancora il 1° e 2º Reggimento Granatieri.
Nel 1902 re Vittorio Emanuele III fece trasferire i due reggimenti Granatieri a Roma, lasciando le sedi di Parma e Piacenza. L'adozione della divisa grigio verde, pochi anni dopo, causò la perdita degli alamari che rimasero solo sull'alta uniforme da parata (essi comunque vengono riprodotti, stilizzati, sulle mostrine). I Granatieri parteciparono alla guerra italo-turca, che avrebbe portato alla conquista di Cirenaica e Tripolitania, e nel 1912 con due battaglioni della brigata Granatieri venne costituito per pochi mesi il Reggimento "Granatieri di Libia".

### La Grande guerra e l'impresa di Fiume

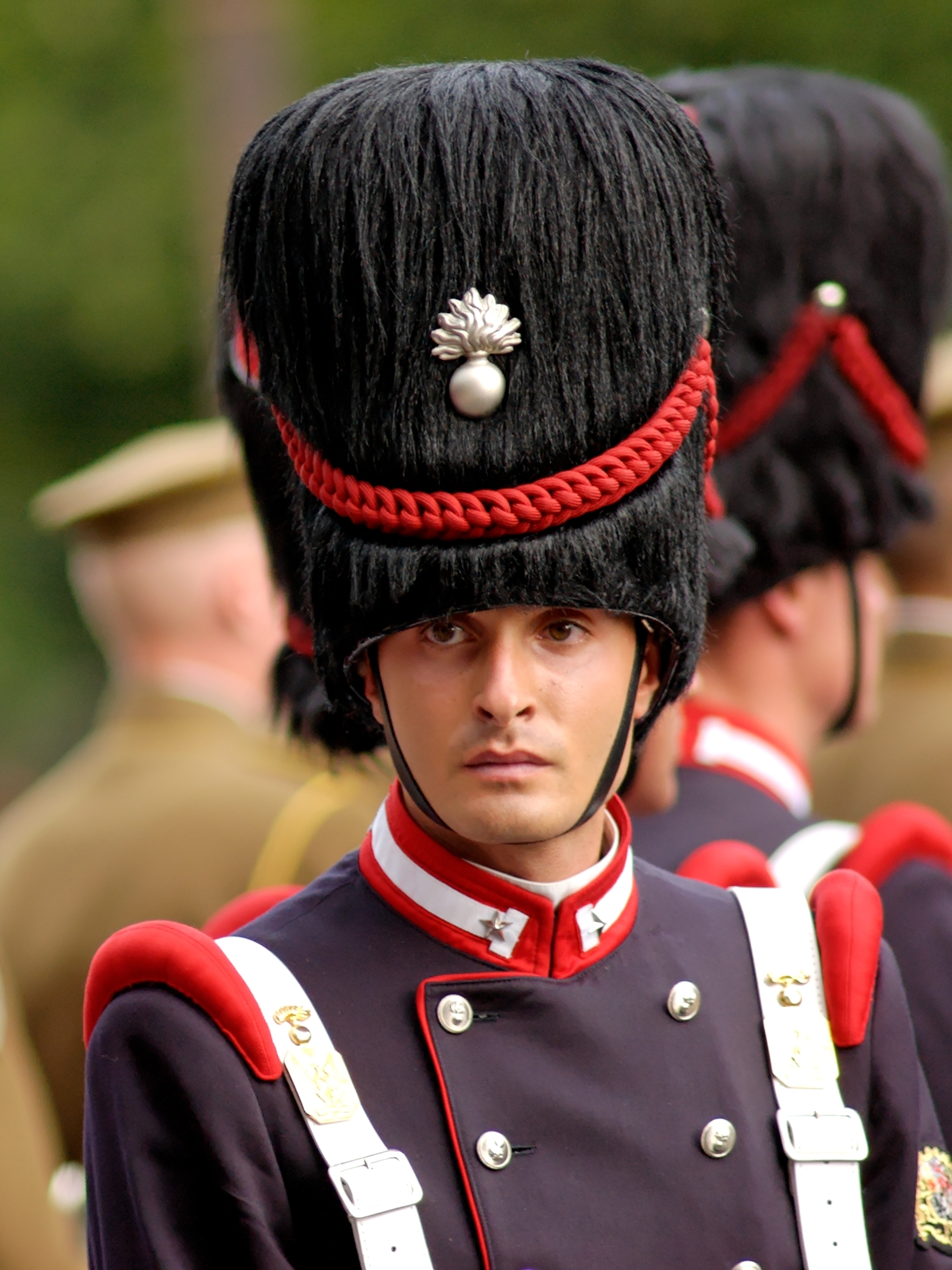
Granatiere in uniforme storica

Nella prima guerra mondiale i Granatieri furono in prima linea tra Monfalcone e il Sabotino, Oslavia, il Monte Cengio e il Monte San Michele, nonché sul Passo dello Stelvio. Nel 1918 partecipano alla battaglia di Vittorio Veneto. Nel corso del conflitto la Brigata Granatieri fu tra quelle che subirono le perdite in combattimento più pesanti: 12.202 uomini tra morti e dispersi e 14.110 feriti in poco più di 20 mesi trascorsi in prima linea. Le bandiere di guerra di entrambi i Reggimenti della Brigata furono decorate con la croce di Cavaliere dell'Ordine militare di Savoia, una medaglia d'oro ed una d'argento al valor militare. Ingente anche il numero di decorazioni individuali: 10 medaglie d'oro, 572 d'argento e 658 di bronzo al valor militare. Al termine della Grande Guerra (con la battaglia di Vittorio Veneto) i Granatieri di Sardegna furono destinati al presidio di Fiume. Ma in seguito a problemi con la minoranza croata furono allontanati dalla città il 25 agosto 1919. Acquartieratisi a Ronchi dei Legionari, sette ufficiali inviarono a Gabriele D'Annunzio la lettera da cui scaturì l'Impresa di Fiume:
(Dalla lettera inviata a D'Annunzio da alcuni ufficiali dei Granatieri di Sardegna)

### Periodo tra le due guerre
In esecuzione della legge 11 marzo 1926 sull'ordinamento del Regio Esercito, che prevedeva la costituzione delle Brigate su tre reggimenti, nella brigata venne inquadrato anche il 3º Reggimento "Granatieri" ricostituito il 1º dicembre 1926, formato con i terzi battaglioni dei reggimenti preesistenti, e la brigata prese il nome di XXI Brigata di fanteria. Nel 1935 il I Battaglione del 3º Reggimento prese parte alla Guerra di Etiopia. Il 12 ottobre 1936 venne costituita a Littoria (l'odierna Latina) la 65ª Divisione fanteria "Granatieri di Savoia", che inquadrava la Brigata "Granatieri di Savoia", su 10º Reggimento granatieri ed 11º Reggimento granatieri, un Battaglione mitraglieri d'Africa ed il 60º Reggimento artiglieria "Granatieri di Savoia"; nel novembre dello stesso anno venne inviata in Africa Orientale Italiana, ad Addis Abeba. I reparti della divisione vennero impiegati in operazioni anti-guerriglia e di rastrellamento nello Scioa, nella regione del Nilo Azzurro, a Debra Sina, a Sendafè e ad Addis Alem. Il 23 agosto 1937 il I Battaglione del 10º Reggimento granatieri venne assegnato al Corpo di Spedizione Internazionale per il presidio delle legazioni internazionali a Shanghai durante la seconda guerra sino-giapponese e fece rientro in Patria il 28 dicembre 1938.
Nell'autunno 1939 quando vennero costituite le Divisioni di fanteria articolate su due reggimenti di fanteria, il 1° e il 2º Reggimento "Granatieri di Sardegna" vennero assegnati, insieme al 13º Reggimento artiglieria, alla 21ª Divisione fanteria "Granatieri di Sardegna", mentre il 3º Reggimento "Granatieri Guardie" venne staccato da essa, restando dislocato in Albania alla cui invasione aveva preso parte e sarebbe stato poi impiegato durante la seconda guerra mondiale sul fronte greco-albanese, dove si sarebbe distinto per dedizione ed eroismo.

### La seconda guerra mondiale
All'entrata in guerra dell'Italia nel secondo conflitto mondiale la 21ª Divisione fanteria "Granatieri di Sardegna" venne trasferita sul fronte occidentale inquadrata nella 7ª Armata con compiti di riserva, stabilendo la sede del Comando a Subbio nell'astigiano, ma non venne impiegata nelle operazioni contro la Francia a causa del rapido concludersi delle operazioni con l'armistizio di Villa Incisa.
il 20 aprile 1941 la 65ª Divisione fanteria "Granatieri di Savoia" che aveva operato in Africa Orientale Italiana venne considerata sciolta per eventi bellici.L'8 maggio 1941, in seguito all'invasione della Jugoslavia da parte delle truppe dell'Asse la Grande Unità venne trasferita in Slovenia nella zona di Lubiana-Kočevje con il compito di presidiarne parte del territorio. Nel mese di settembre 1942, la Divisione venne trasferita in Croazia, per iniziare nella seconda metà di novembre il rimpatrio, prendendo sede a Roma.
Alla data dell'8 settembre 1943 la Divisione faceva parte del Corpo d'Armata Motocorazzato adibito alla difesa della capitale ed era schierata nella zona sud di Roma a presidio dei capisaldi predisposti in corrispondenza delle vie di accesso alla Capitale, lungo un semicerchio dell'estensione di circa trenta chilometri, dalla Via Boccea alla Via Collatina e in seguito alla proclamazione dell'armistizio tutti i reparti della Divisione presero parte agli scontri del 9 e 10 settembre a sud di Roma contro i tedeschi a cavallo della Via Ostiense agli ordini del generale Gioacchino Solinas, contendendo le posizioni presidiate per due giorni: presso Porta San Paolo poi al Campidoglio difeso dalla IV Compagnia Reclute del 1º Reggimento, comandata del Capitano Alberto Alessandrini, che si rivelerà l'ultimo baluardo della difesa di Roma, i Granatieri e le altre truppe giunte in rinforzo (carabinieri, bersaglieri, polizia Africa italiana, cavalleria, carristi, paracadutisti) ebbero il forte sostegno della popolazione romana armata. Questo episodio, per l'unione assolutamente inedita tra esercito e popolo, è stato considerato il preludio di quella che divenne la Resistenza italiana.
Il 10 settembre, in seguito al trasferimento di Vittorio Emanuele III assieme alle più alte cariche governative e militari ed alla successiva resa voluta dagli Alti comandi romani, la Divisione, rimasta priva di ordini, si sbandò, così come la quasi totalità dell’Esercito Regio, sciogliendosi. Sempre a seguito dell'armistizio, il Raggruppamento Granatieri in Corsica si batté con successo nelle operazioni intraprese dai comandi e dalle truppe italiane in quell'isola per scacciarne i tedeschi a Zonza, Quenza, Levie e Porto Vecchio e nei combattimenti ingaggiati per ostacolare lo spostamento dei reparti corazzati tedeschi che, lasciata la Sardegna, raggiungevano Bastia per imbarcarsi alla volta di Livorno. in ottobre il raggruppamento fu trasferito nel nord della Sardegna e successivamente a Iglesias.
Il 3º Reggimento Granatieri alla data dell'armistizio era dislocato in un'ampia zona della Grecia, con comando nella zona di Atene, attivo in servizi di vigilanza, di presidio e costieri. Su decisione degli alti Comandi fu decisa la resa, a seguito della quale tutti i militari vennero deportati nel campo di prigionia di Wietzendorf, in Germania. Il 15 maggio 1944 la Divisione venne ricostituita in Sardegna, quale Divisione Granatieri, per trasformazione del Raggruppamento Granatieri, formata da 1º e 2º Reggimento Granatieri, dal 32° e 132º Reggimento fanteria carrista, dal 553º e 548º Reggimento Artiglieria (quest'ultimo sostituito il successivo 14 luglio dal 507º Reggimento, formato per trasformazione del 7º Reggimento di C.A.), dalla 205ª compagnia mista del genio e da elementi dei servizi. Nella prima decade di agosto i due reggimenti granatieri inviati sul continente passarono alle dipendenze del Gruppo di Combattimento "Friuli". Con il personale della divisione, sciolta in data 31 agosto dello stesso 1944, vennero formati il 1º e 2º Reggimento Guardie mentre aliquote di personale qualificato furono cedute alla Divisione "Cremona".
Dal febbraio 1944 hanno costituito l'ultima guardia alla residenza del re Vittorio Emanuele III di Savoia presso Ravello.

### Divisione fanteria "Granatieri di Sardegna"
Nel dopoguerra la grande unità viene ricostituita il 1º aprile 1948 a Roma quale Divisione di fanteria "Granatieri di Sardegna" con il 1º Reggimento Granatieri, unico reggimento granatieri, il 17º Reggimento Fanteria "Acqui", il 13º Reggimento Artiglieria da Campagna. 

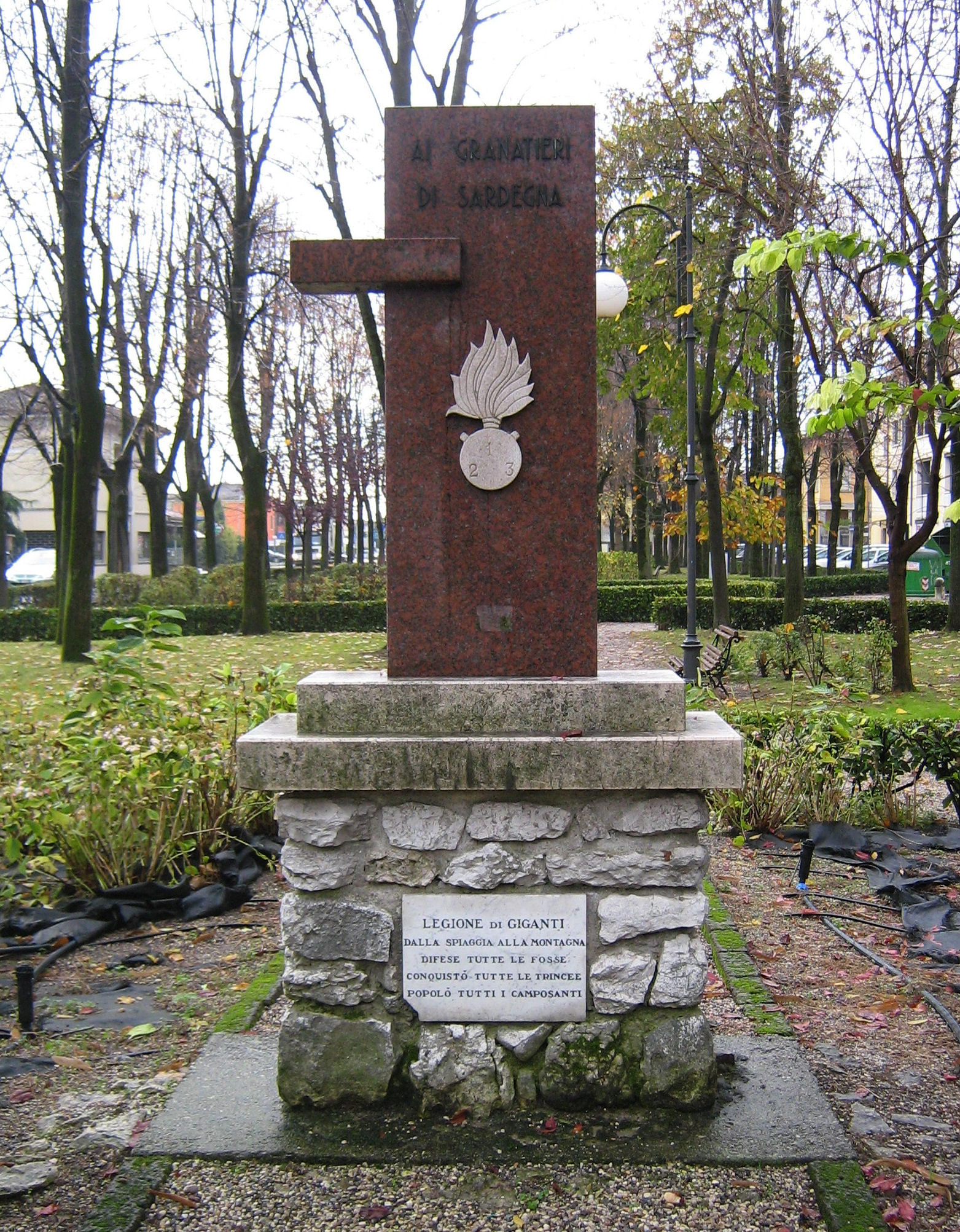
Castel Goffredo, monumento ai Granatieri di Sardegna

All'inizio delle ricostituzione l'organico della Divisione Fanteria "Granatieri di Sardegna" con sede a Civitavecchia in provincia di Roma era il seguente:
- Comando Unità Servizi
- 1º Reggimento "Granatieri di Sardegna"
- 17º Reggimento fanteria "Acqui"
- Gruppo Esplorante Divisionale "8° Lancieri"
- 13º Reggimento artiglieria da campagna
- 8ª Compagnia Genio Artieri
- 8ª Compagnia Genio Collegamenti

All'organico iniziale nel 1951 si aggiunse un reggimento di artiglieria da campagna la 8ª Compagnia Genio Artieri elevata a livello di battaglione Genio pionieri  e il gruppo esplorante divisionale elevato a livello reggimentale, mentre la 8ª Compagnia Genio Collegamenti divenne 8ª Compagnia Trasmissioni.
Nel 1954 l'organico della Divisione Fanteria "Granatieri di Sardegna" era il seguente:
- Comando Unità Servizi
- 1º Reggimento "Granatieri di Sardegna"
- 17º Reggimento addestramento volontari "Acqui" (All'epoca e fino al 1998 era un Reggimento di Fanteria solo da quella data è diventato RAV)
- Gruppo cavalleria blindata "Lancieri di Montebello"
- 13º Reggimento artiglieria da campagna
- 18º Reggimento artiglieria da campagna
- VIII Battaglione Genio Pionieri
- 8ª Compagnia trasmissioni

Nel 1959 in seguito allo scioglimento della Divisione corazzata "Pozzuolo del Friuli" venne acquisito il 1º Reggimento bersaglieri corazzato che viene poi ceduto nel 1963 alla Divisione corazzata "Centauro", la 8ª Compagnia trasmissioni elevata a livello di battaglione e il 18º Reggimento artiglieria da campagna trasformato in reggimento di artiglieria contraerea e ceduto al Comando Artiglieria Controaerei di Padova. Sempre nel 1963 è entrato a far parte della Divisione Fanteria "Granatieri di Sardegna" il ricostituito 3º Reggimento fanteria corazzato articolato su LXVII Battaglione bersaglieri su VTT M113 e su XXXI Battaglione carri su carri medi M47 Patton e su una Compagnia Bersaglieri controcarri; tale reggimento ereditava le tradizioni e la bandiera di guerra del 3º Reggimento fanteria carrista sciolto nel 1943. La divisione perdeva anche il Reggimento "Lancieri di Montebello" (8º) che passava alla dipendenze dell'VIII Comando militare territoriale di Roma, mantenendo un Battaglione Esplorante Divisionale, mentre la Divisione si trasformava in Divisione motorizzata e inquadrava anche una sezione aerei leggeri su velivoli L 21 A.
Il 1º ottobre 1964 venne costituito nella sede di Persano il XIV Squadrone esplorante "Cavalleggeri di Alessandria", che venne inquadrato nell'organico della Divisione ed ereditava lo Stendardo e le tradizioni del 14º Reggimento "Cavalleggeri di Alessandria", sciolto nel settembre 1943 in seguito alle vicende armistiziali.
Nel 1964 l'organico della Divisione fanteria motorizzata "Granatieri di Sardegna" era il seguente:
- Raggruppamento Servizi "Granatieri di Sardegna"
- 1º Reggimento "Granatieri di Sardegna"
- 17º Reggimento addestramento volontari "Acqui" (All'epoca e fino al 1998 era un Reggimento di Fanteria solo da quella data è diventato RAV)
- 3º Reggimento fanteria corazzato
- Battaglione esplorante divisionale "Granatieri di Sardegna"
- XIV Squadrone esplorante "Cavalleggeri di Alessandria"
- Sezione Aerei Leggeri "Granatieri di Sardegna"
- 13º Reggimento artiglieria da campagna
- VIII Battaglione Genio Pionieri
- VIII Battaglione trasmissioni

L'8 maggio 1966 le decorazioni al Valor Militare delle Bandiere di Guerra del 2° e del 3º Reggimento Granatieri vennero appuntate al drappo del 1º Reggimento "Granatieri di Sardegna", l’unico ricostituito nel 1946, per riassumere nei simboli l'essenza unitaria dei tre secoli di tradizioni militari comuni dei Granatieri.
Alla vigilia della grande ristrutturazione dell'Esercito Italiano del 1975 l'organico della Divisione fanteria motorizzata "Granatieri di Sardegna" era il seguente:
- 1º Reggimento "Granatieri di Sardegna"
- 17º Reggimento addestramento volontari "Acqui" (All'epoca e fino al 1998 era un Reggimento di Fanteria solo da quella data è diventato RAV)
- 3º Reggimento fanteria corazzato
  - LXVII Battaglione Bersaglieri - su VTT M113
  - XXXI Battaglione carri - di carri medi M47 Patton
  - Compagnia bersaglieri controcarri
- XIV Squadrone esplorante "Cavalleggeri di Alessandria" (quadro)
- 13º Reggimento artiglieria da campagna
  - I Gruppo obici campali - M114 da 155/23
  - II Gruppo obici campali - M114 da 155/23
  - III Gruppo obici campali - M114 da 155/23
  - IV Gruppo obici campali (quadro)
  - V Gruppo Controaerei Leggero (quadro)
- Sezione Aerei Leggeri "Granatieri di Sardegna" su velivoli L 21 A
- Sezione Elicotteri "Granatieri di Sardegna" su velivoli AB 47J
- Battaglione Genio Pionieri "Granatieri di Sardegna"
- Battaglione trasmissioni "Granatieri di Sardegna"
- Raggruppamento Servizi "Granatieri di Sardegna"

### Brigata meccanizzata "Granatieri di Sardegna"

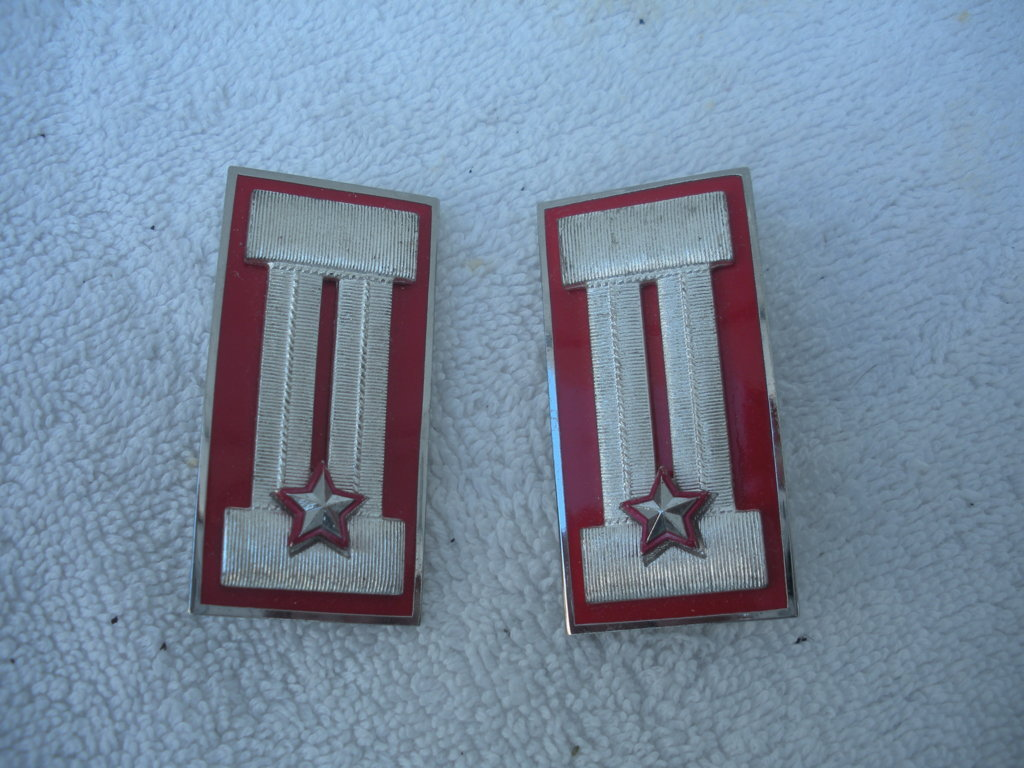
Alamari da camicia, dei Granatieri di Sardegna.-

Nel 1976 in conseguenza della profonda ristrutturazione dell'Esercito Italiano si è avuta una riorganizzazione dell'Esercito con l'abolizione del livello reggimentale e la costituzione di battaglioni autonomi in seno alle brigate: la Divisione "Granatieri di Sardegna" veniva sciolta, insieme al 1º Reggimento "Granatieri di Sardegna"; nasceva invece la Brigata meccanizzata "Granatieri di Sardegna", erede del 1º, del 2º e del 3º Reggimento "Granatieri di Sardegna", articolata su tre battaglioni meccanizzati (1º "Assietta", 2º "Cengio" e 3º "Guardie" (quest'ultimo, basato a Orvieto, che svolgeva funzione di Battaglione Addestramento Reclute di Granatieri), uno meccanizzato di Bersaglieri (1º "Lamarmora"), uno di carristi (6º Battaglione Carri "M.O. Scapuzzi") e una compagnia controcarri "Granatieri di Sardegna", reparti basati presso Borgata Aurelia a Civitavecchia e infine, il 13º Gruppo artiglieria da campagna "Magliana", basato a Civitavecchia insieme con il Battaglione logistico "Granatieri di Sardegna" e una compagnia genio.
Dopo l'ulteriore riorganizzazione della fine anni Ottanta del secolo scorso, il 4 ottobre 1993 il Reparto Comando e Trasmissioni diviene Reparto Comando e Supporti Tattici nel quale confluisce la Compagnia Genio Guastatori.
Dal 21 dicembre 1995 riceve il 7º reggimento artiglieria da campagna semovente "Cremona" in vece del 13° che viene sciolto. Dal 15 maggio 1996 il 7° viene sostituito dal 33° "Acqui". Successivamente, anche il Reggimento "Lancieri di Montebello" (8°) entra nell'organico della Brigata.
Oggi fanno parte della Brigata meccanizzata "Granatieri di Sardegna" il 1º Reggimento "Granatieri di Sardegna", il 2º Reggimento "Granatieri di Sardegna", il 3º Reparto Comando e Supporti Tattici Granatieri "Guardie" e l'8º Reggimento "Lancieri di Montebello".

## Campagne di guerra
- Guerra di Successione di Spagna (1701-1713)
- Guerra di Successione di Polonia (1733 -1738)
- Guerra di Successione d'Austria (1742-1748)
- Guerra delle Alpi (1792-1796)

Guerre napoleoniche (1796-1815)
1796: Cosseria
Prima guerra d'indipendenza (1848)
1848: Pastrengo, Santa Lucia, Goito, Custoza
Seconda guerra d'indipendenza (1859)
Madonna della Scoperta
Campagna in Italia centrale e meridionale (1860-1870)
1860-1861: Perugia, Ancona, Mola di Gaeta
1861-1870: Brigantaggio, zone di Itri, Fondi e Sperlonga
Terza guerra d'indipendenza (1866)
1866 Custoza
Eritrea (1895-1897)
Libia (1911-12)
Prima guerra mondiale (1915-1918)
1915: Monfalcone (giugno-luglio), M. Sabotino, Oslavia (novembre)
1916: Oslavia (marzo), M. Cengio (giugno), M. S. Michele - Nad Logen (agosto), S.Grado di Merna
1917: Regione Fornaza (maggio-giugno), Stariokwa-Selo (agosto), Bertiolo-Flambro (ottobre)
1918: Capo Sile (gennaio), delta del Piave (luglio), battaglia di Vittorio Veneto
Seconda guerra mondiale (1940-1943)
1940: Battaglia delle Alpi Occidentali
1941-1942: dal maggio 1941 al novembre 1942 assolve compiti di presidio in Jugoslavia
1942-1943: territorio nazionale
Guerra di Liberazione (1943-1945)
1943: dal 8 al 10 settembre prende parte con tutte le unità dipendenti alla difesa di Roma
1944-1945: territorio nazionale

## Missioni
- 1993: reparti della Brigata partecipano alla missione di pace "IBIS" in Somalia
- 1992-1997: "Vespri Siciliani"
- 1997: un reparto della Brigata partecipa alla missione "SFOR" in Bosnia-Erzegovina nella città di Sarajevo
- 2000: il 2º Reggimento "Granatieri di Sardegna" partecipa ad un'esercitazione NATO nella Repubblica di Bulgaria
- 2001: Missione "Joint Guardian", nella Repubblica d'Albania (Ure-i-Limutit, Pukë)
- 2002: Missione "Joint Guardian", nella Repubblica d'Albania (Durazzo, Comando COMM-ZW, fino al 17 giugno, e dal giorno successivo: NHQT)
- 2005: Missione in Kosovo
- 2008-2009: Libano, "Leonte V" (2ª Cp. del 1º Reggimento "Granatieri di Sardegna")
- 2010-2011: Kosovo, KFOR (1ª Cp. "Staffarda" del 1º Reggimento "Granatieri di Sardegna")
- 2010-2011: "Operazione Strade Sicure" (Italia) (33º Reggimento Artiglieria Terrestre (semovente) "Acqui")
- 2013: Afghanistan, ISAF XXI (2ª Cp. del 1º Reggimento "Granatieri di Sardegna")
- 2013-2014: Libano, "Leonte XV" (Shama)
- 2015-2016: "Operazione strade sicure" (Italia) impegnati quali unità specializzate presso Ambasciate straniere e siti sensibili
- 2017-2018: "Operazione strade sicure" (Italia) impegnati quali unità specializzate presso Ambasciate straniere e siti sensibili

## Onorificenze

### Al Corpo dei Granatieri
Ai Reggimenti e reparti del Corpo dei Granatieri sono state conferite nel corso della loro storia, complessivamente, le seguenti onorificenze:
 3 Croci di Cavaliere dell'Ordine militare d'Italia (tutte già dell'Ordine militare di Savoia)
 4 Medaglie d'oro al valor militare
 7 Medaglie d'argento al valor militare
 2 Medaglie di bronzo al valor militare
 1 Medaglia di bronzo al valore dell'Esercito
 1 Medaglia d'argento di benemerenza per il terremoto calabro-siculo (1908).
Inoltre, non presente sulle bandiere:
 1 Croce d'argento al merito dell'Esercito (al Reparto Comando e Supporti Tattici "Granatieri di Sardegna")

### Alla bandiera di Guerra della Brigata Meccanizzata "Granatieri di Sardegna"
1 Medaglia d'argento al valor militare

### Individuali
3 Croci dell'Ordine militare d'Italia (tutte già dell'Ordine militare di Savoia, tutte le classi)
 4 Medaglie d'oro al valor militare
 7 Medaglie d'argento al valor militare
 2 Medaglie di bronzo al valor militare

## Comandanti

### Brigata "guardie" (1831-50)
- Magg. Gen. Bonifacio Michele Negri di S.Front
- Magg. Gen. Federico Milliet D'Arvillars
- Magg. Gen. Carlo Biscaretti di Ruffia

### Brigata "granatieri" (1850-52)
- Magg. Gen. Carlo Biscaretti di Ruffia

### Brigata "granatieri di Sardegna" (1852-71)
- Magg. Gen. Marcello Gianotti
- Magg. Gen. Luigi Scozia di Calliano
- Magg. Gen. Carlo Camerana
- Magg. Gen. Alessandro Gozani di Treville
- Magg. Gen. Carlo Felice Nicolis di Robilant
- Magg. Gen. Vittorio Federici

### Brigata "granatieri di Sardegna" (1881-1926)
- Magg. Gen. Francesco Chiron
- Magg. Gen. Giuseppe Accusani di Retorto
- Magg. Gen. Francesco Carenzi
- Magg. Gen. Pietro Morelli di Popolo
- Magg. Gen. Enrico Giardini
- Magg. Gen. Luigi Vacquer Paderi
- Magg. Gen. Vittorio Camerana
- Magg. Gen. Giulio Tassoni
- Magg. Gen. Giuseppe Amari
- Magg. Gen. Ettore Negri
- Gen. B. Renato Piola Caselli

### Brigata "granatieri di Sardegna" (XXI) (1926-34)
- Gen. B. Adriano Alberti
- Gen. B. Mario Tonelli
- Gen. B. Enrico Baffigi
- Gen. B. Nicolò Giacchi
- Gen. B. Ferdinando Cona
- Gen. B. Giovanni Vecchi
- Gen. B. Carlo Melotti
- Col. (i.g.s.) Giunio Ruggiero

### Divisione di fanteria "granatieri di Sardegna" (21^) (1934-43)
- Gen. D. Alfredo Guzzoni
- Gen. B. (i.g.s.) Carlo Geloso
- Gen.B. Giovanni Vecchi (ad interim)
- Gen. D. Ubaldo Soddu
- Gen. D. Ezio Rosi
- Gen. B. Umberto Spigo (ad interim)
- Gen. D. Taddeo Orlando (1º aprile 1940 - 15 novembre 1942)
- Gen. B. Adolfo De Rienzi (interinale 16-29 novembre 1942)
- Gen. D. Giunio Ruggiero (30 novembre 1942 - 3 agosto 1943)
- Gen. D. Gioacchino Solinas (4 agosto - 10 settembre 1943)

### Divisione granatieri (1944)
- Gen. B. Gian Carlo Ticchioni

### Divisione di fanteria "granatieri di Sardegna" (1948-76)
- Gen. D. Lorenzo Caratti
- Gen. B. Pietro Riccardi (ad interim)
- Gen. D. Alberto Roda
- Gen. D. Italo Giglio
- Gen. D. Giorgio Liuzzi
- Gen. D. Luigi Morosini
- Gen. D. Carlo Cigliana
- Gen. D. Bruno Lucini
- Gen. D. Luigi Lombardi
- Gen. D. Pietro Mellano
- Gen. D. Guido Vedovato
- Gen. D. Arturo Simonetti
- Gen. D. Giuseppe Guillet
- Gen. D. Raffaele Caccavale
- Gen. D. Domenico Reale
- Gen. D. G.Battista Calogero
- Gen. D. Crescenzo Mari
- Gen. D. Giuseppe Fenoglio
- Gen. D. Giovanni Buttiglione
- Gen. D. Ugo Scotto Lavina
- Gen. D. Ferdinando di Lauro
- Gen. D. Pietro Tolomeo
- Gen. D. Arnaldo Giacalone
- Gen. D. Antonino Anzà
- Gen. D. Luigi Salatiello
- Gen. D. Luigi Giannangeli
- Gen. D. Vittorio Santini
- Gen. D. Gianadelio Maletti
- Gen. D. Umberto Nardini

### Brigata meccanizzata "granatieri di Sardegna" (1976)
- Gen. B. Massimo Tantillo
- Gen. B. Pietro Tagliarini
- Gen. B. Gianfranco Amisano
- Gen. B. Antonio Viesti
- Gen. B. Mauro Riva
- Gen. B. Mario Buscemi
- Gen. B. Roberto Altina
- Gen. B. Rolando Mosca Moschini
- Gen. B. Armando Jones
- Gen. B. Duilio Benvenuti
- Gen. B. Donato Berardi
- Gen. B. Renato Petean
- Gen. B. Michele Corrado
- Gen. B. Emilio Marzo
- Gen. B. Giorgio Ruggieri
- Gen. B. Antonello Falconi
- Brig. Gen. Giuseppe Maggi
- Brig. Gen. Domenico Rossi
- Brig. Gen. Umberto Caparro
- Brig. Gen. Giovanni Garassino
- Gen. B. Massimiliano Del Casale
- Gen. B. Antonio Venci
- Gen. B. Giovanni Armentani
- Gen. B. Filippo Ferrandu
- Gen. B. Cesare Marinelli
- Gen. B. Massimo Scala
- Gen. B. Maurizio Riccò
- Gen. B. Gaetano Lunardo
- Gen. B. Francesco Olla
- Gen. B. Paolo Raudino
- Gen. B. Diego Filippo Fulco
- Gen. B. Liberato Amadio
- Gen. B. Giovanni Brafa Musicoro